# Gryon morinus
Gryon morinus är en stekelart som beskrevs av Mikhail Vasilievich Kozlov och Lê 1996. Gryon morinus ingår i släktet Gryon och familjen Scelionidae. Inga underarter finns listade i Catalogue of Life.